# باولو بيريز
باولو بيريز (بالإسبانية: Paulo César Pérez)‏ (18 نوفمبر 1976 برافاييلا في الأرجنتين - ) هو لاعب كرة قدم أرجنتيني في مركز الهجوم. لعب مع الجامعي دي بيرو وويدزي لودز ويونيكوس وتنس بوروسيا برلين.

## وصلات خارجية
- باولو بيريز على موقع قاعدة بيانات كرة القدم.إي يو (الإنجليزية)